# Constante de Hubble
Pour les articles homonymes, voir Hubble.
La constante de Hubble {\displaystyle H_{0}}, valeur actuelle du paramètre de Hubble H (ou paramètre de Hubble-Lemaître), est la constante de proportionnalité existant aujourd'hui entre la distance et la vitesse de récession apparente des galaxies de l'Univers observable (plus une galaxie est éloignée de la Terre, plus elle s'en éloigne vite). Elle permet d'expliciter la loi de Hubble-Lemaître décrivant l'expansion de l'Univers, dans le cadre du modèle cosmologique du Big Bang, et de déterminer le taux d'expansion actuel de l'Univers. 
Ce nom a été donné en l'honneur de l'astronome américain Edwin Hubble qui a été le premier, en 1929, à mettre clairement en évidence la proportionnalité des distances et des vitesses, grâce à ses observations effectuées à l'observatoire du Mont Wilson. Quelques années auparavant, Alexandre Friedmann en 1922 et Georges Lemaître en 1927 avaient de leur côté et indépendamment construit le modèle théorique d'un univers en expansion à partir des équations de la relativité générale, et démontré mathématiquement la possibilité de l'existence d'une telle proportionnalité. 
La constante de Hubble est généralement exprimée en km/s/Mpc, fournissant ainsi la vitesse en kilomètres par seconde (km/s) d'une galaxie, en fonction de sa distance en mégaparsecs (Mpc). Sa valeur déduite des observations est d'environ 70 km/s/Mpc mais depuis les années 2010 un nombre important de mesures indépendantes sont proches mais incompatibles au regard de la précision affichée, ces différences n'étant pas encore expliquées.
Bien que dénommé « constante », ce paramètre cosmologique varie en fonction du temps. Il décrit donc le taux d'expansion de l'Univers à un instant donné.

## Constante physique

### Terminologie
En toute rigueur, il convient de distinguer la constante de Hubble, le paramètre de Hubble et le taux d'expansion.
La constante de Hubble est la valeur actuelle du paramètre de Hubble. 
Le taux d'expansion se réfère au taux auquel se produit l'expansion de l'Univers à une époque donnée, et dont la valeur actuelle est la valeur du paramètre de Hubble, en pourcentage.

### Notation
La constante de Hubble est généralement notée {\displaystyle H_{0}}, où la lettre H est l'initiale du patronyme d'Edwin Hubble (la lettre H seule est déjà beaucoup utilisée en physique) et l'indice zéro indique que c'est la valeur actuelle de la constante de Hubble.

### Dimension et unités
La dimension de la constante de Hubble est celle de l'inverse d'un temps.
Son unité SI est la seconde à la puissance moins un (s−1).
Il est cependant d'usage de l'exprimer en kilomètres par seconde par mégaparsec (km/s/Mpc ou km⋅s−1⋅Mpc−1), sous la forme suivante :
{\displaystyle H_{0}=100\,h\,\mathrm {km\,s^{-1}\,Mpc^{-1}} },
où {\displaystyle h} est le taux d'expansion.

### Valeur
Sa valeur observationnelle est actuellement d'environ 70 km/s/Mpc.
Un parsec vaut sensiblement 3,1 × 1016 m. En unités du système international d'unités, la constante vaut donc sensiblement 2,26 × 10−18 s−1 (ce qui représente une « fréquence » de 7,13 par 100 milliards d'années).

## Interprétation de la constante de Hubble

### Signification intuitive
Une valeur de 70 km/s/Mpc pour la constante de Hubble signifie qu'une galaxie située à 1 mégaparsec (environ 3,26 millions d'années-lumière) de l'observateur s'éloigne du fait de l'expansion de l'Univers (et donc hors effet d'un mouvement propre de l'objet, négligeable à très grande distance) à une vitesse d'environ 70 km/s. Une galaxie située à 10 Mpc s'éloigne à une vitesse de 700 km/s, etc.
Une conséquence a priori surprenante de la loi de Hubble-Lemaître est qu'une galaxie qui serait située à plus de 4 000 Mpc (13 milliards d'années-lumière) s'éloignerait de nous à une vitesse supérieure à la vitesse de la lumière. Ceci indique simplement que l'interprétation en termes de mouvement des galaxies dans l'espace devient impropre à très grande distance. La relativité générale explique qu'il faut considérer que l'on est en présence d'une expansion de l'espace lui-même.
Les écarts entre les différentes valeurs indiquées ci-dessus pour la constante de Hubble sont modestes ; mais si cette différence provient d'une accélération de l'expansion de l'Univers et non d'approximations de mesure, elle pourrait remettre en question le modèle cosmologique du devenir de l'Univers. Aux précédentes hypothèses de Big Bounce, Big Crunch et Big Chill viendrait alors s'ajouter la possibilité d'un Big Rip déjà envisagé par l'astrophysicien américain Robert Caldwell dans les années 1990.

### Formalisation
La découverte expérimentale de la relation linéaire entre le décalage vers le rouge et la distance d'un objet distant, associé à une relation linéaire a priori entre la vitesse de récession et le décalage vers le rouge, se formalise de manière mathématique de la manière suivante :
{\displaystyle v=H_{0}\,D}
où
- {\displaystyle v} est la vitesse de récession, exprimée typiquement en km/s ;
- {\displaystyle H_{0}} est la constante de Hubble et correspond à la valeur du paramètre de Hubble à l'instant t0, exprimée en fonction du facteur d'échelle ;
- {\displaystyle D} est la distance propre (qui peut varier en fonction du temps, au contraire de la distance comobile qui est constante) entre l'objet distant et l'observateur, mesurée en mégaparsecs (Mpc) depuis la galaxie de l'observateur, dans l'espace à 3 dimensions défini par le temps cosmologique donné. La vitesse de récession {\displaystyle v}  est alors simplement {\displaystyle v=dD/dt}.

## Mesure de la constante de Hubble

### Évolution des valeurs retenues auXXesiècle
La valeur de la constante de Hubble est estimée à partir de la mesure de deux paramètres concernant des objets lointains. D'une part, le décalage vers le rouge (redshift) permet de connaître la vitesse à laquelle des galaxies lointaines s'éloignent de nous (à grande distance, on peut négliger le mouvement propre). D'autre part, on mesure la distance de ces galaxies. Cette deuxième mesure est délicate à réaliser, ce qui cause de grandes incertitudes sur la valeur de la constante de Hubble.
Au début de la seconde moitié du XXe siècle, la valeur de la constante de Hubble était estimée entre 50 et 100 km/s/Mpc. Puis, dans les années 1990, les hypothèses du modèle ΛCDM ont abouti à une valeur proche de 70 km/s/Mpc.

### Au début duXXIesiècle, des méthodes amenant des valeurs incompatibles
Si les observations réalisées depuis les années 2010 concordent approximativement avec une valeur proche de 70 km/s/Mpc, les écarts entre les différentes méthodes de mesure sont supérieurs à leurs incertitudes respectives, ce qui pose un problème aux astrophysiciens.
Jusqu'à la fin des années 2010, deux méthodes principales étaient utilisées pour estimer expérimentalement la valeur de la constante de Hubble :
- à l'aide d'observations s'appuyant sur des chandelles standards. La méthode utilisée comporte deux étapes. Tout d'abord, des mesures très précises grâce à des télescopes spatiaux sur des céphéides permettent de déterminer la distance de nombreuses galaxies dans un rayon de 30 Mpc. Les céphéides étant de simples étoiles, elles ne peuvent pas être observées à de très grandes distances, en tout cas pas à des distances adaptées à une mesure de {\displaystyle H_{0}}. Dans une deuxième étape les données précédentes sont utilisées pour calibrer des mesures de distances sur des galaxies beaucoup plus lointaines (dans un rayon de 400 Mpc), obtenues par des méthodes différentes : mesure de luminosité de supernovae, mesure de la luminosité globale de galaxies spirales et mise en rapport avec leur vitesse de rotation (loi de Tully-Fisher), ou encore mesure de la luminosité globale de galaxies elliptiques et mise en rapport avec leur dispersion des vitesse (utilisation du plan fondamental pour la mesure des distances) ;
- à l'aide d'observation du rayonnement diffus cosmologique dans le cadre du modèle ΛCDM. On s'appuie alors sur des programmes d'observation destinés à estimer les paramètres principaux de ce dernier modèle, comme WMAP ou le télescope spatial Planck.

Les valeurs les plus précises obtenues pour la constante de Hubble à l'aide de la première méthode convergent autour de 73 km/s/Mpc, tandis que celles obtenues avec la seconde approchent 67  km/s/Mpc. La différence est alors significative (en fonction des études, de l'ordre de trois à cinq écarts-types). Si la précision du premier type de mesure devrait être ramenée à 1 % d'ici cinq ans, rien n'indique que des observations supplémentaires puissent réduire significativement le désaccord avec le deuxième type de mesures. Au fur et à mesure que les études confirment cette différence, un biais dans les mesures de distance apparaît de moins en moins probable.
D'autres méthodes de mesures viennent alimenter la recherche à la fin des années 2010 :
- les oscillations acoustiques baryoniques, qui se traduisent par un pic dans la courbe représentant la probabilité de trouver deux galaxies séparées d'une certaine distance en fonction de cette distance. Elles ne donnent pas par elles-mêmes une valeur précise de H0, mais elles permettent d'affiner la gamme de valeurs obtenues à partir du rayonnement diffus cosmologique et du modèle ΛCDM ;
- l'utilisation des ondes gravitationnelles détectées par LIGO et Virgo, avec une précision attendue de 2 % d'ici 2025 (et 1 % d'ici 2030)[3]. En 2019, le niveau de précision de cette méthode ne permet pas de pencher en faveur de l'une ou l'autre des valeurs de référence pour la constante de Hubble[4] ;
- l'utilisation des variations temporelles entre plusieurs images (par des lentilles gravitationnelles) d'objets massifs, méthode utilisée notamment  par la collaboration internationale H0LiCOW (H0 Lenses in COSMOGRAIL's Wellspring), et dont les résultats sont compatibles avec la méthode des chandelles standards.

En 2019 on ne connaît pas de manière définitive les raisons de cette incompatibilité. Lors du congrès de cosmologie réuni, en juillet 2019, à Santa Barbara (Californie), les astrophysiciens présentent plusieurs mesures du taux d'expansion de l'Univers comprises entre 69,8 et 76,5 km/s/Mpc, à ±2 km/s/Mpc près, une divergence qualifiée par la plupart des participants de « problème » ou « tension »,. Plusieurs publications appellent notamment à un réexamen du modèle ΛCDM pour résoudre ce problème,.

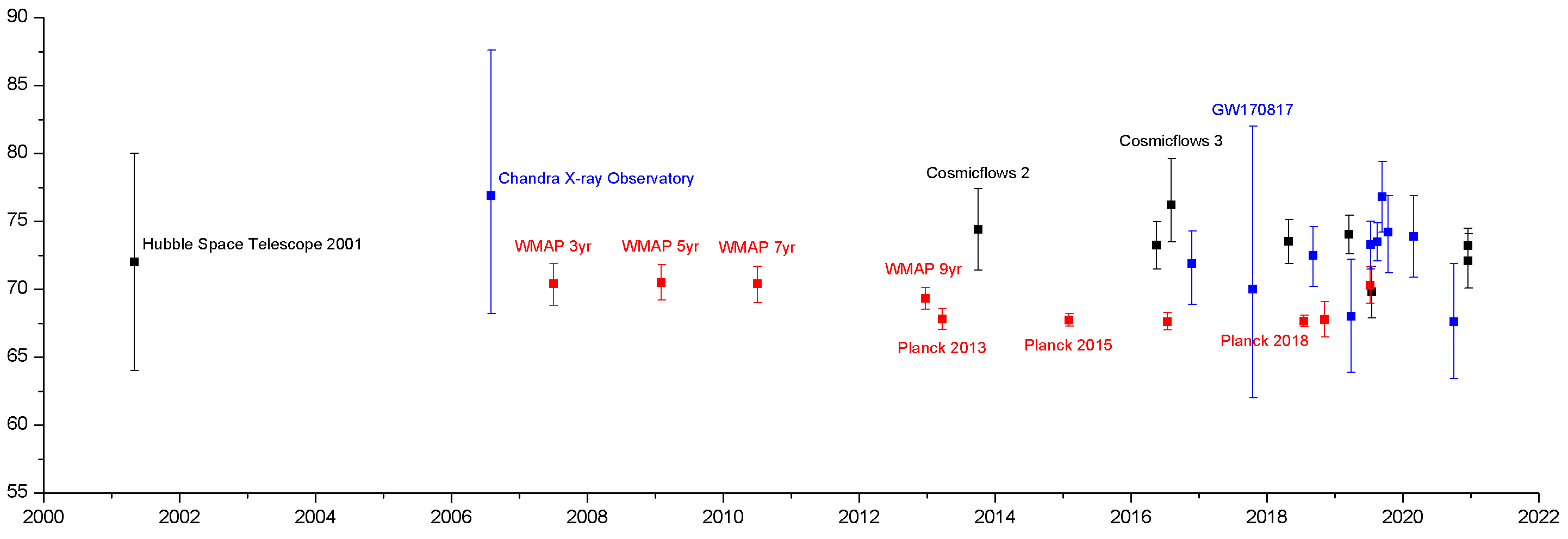
Valeurs estimées pour la constante de Hubble, à partir de mesures réalisées depuis 2001. Les estimations en noir s'appuient des méthodes de chandelles standards et se concentrent autour de 73 km/s/Mpc. Les valeurs en rouge s'appuient sur l'observation du fond diffus cosmologique dans le cadre du modèle ΛCDM et semblent s'accorder autour de 67 km/s/Mpc. Les mesures en bleus indiquent d'autres techniques, et l'absence de convergence des valeurs ne permet pas d'arbitrer entre les deux autres méthodes de mesure.

| Date       | Valeur de la constante de Hubble (en km/s/Mpc) | Équipe                                                                   | Source | Remarque / méthodologie |
| ---------- | ---------------------------------------------- | ------------------------------------------------------------------------ | ------ | --- |
| 06/11/2019 | 73,3+1,7 −1,8                                  | H0LiCOW                                                                  | [ 8 ]  | Observation des variations temporelles entre plusieurs images (par des lentilles gravitationnelles) de six quasars. |
| 14/10/2019 | 74,2+2,7 −3                                    | STRIDES                                                                  | [ 10 ] | Modélisation de la distribution de masse et des délais temporels du quasar DES J0408-5354 via une lentille gravitationnelle. |
| 13/09/2019 | 82,4 ± 8,4                                     |                                                                          | [ 5 ]  | Calibration des distances utilisant les images fantômes d'un quasar dues à un effet de lentille gravitationnelle. |
| 08/07/2019 | 70,3+5,3 −5                                    | Détecteurs LIGO et VIRGO                                                 | [ 4 ]  | Analyse des ondes gravitationnelles et des ondes radios associées, notamment GW170817. |
| 26/03/2019 | 74,03 ± 1,42                                   | Hubble Space Telescope / SH0ES (Supernovae H0 for the Equation of State) | [ 9 ]  | Observation de céphéides du Grand Nuage de Magellan (après sa calibration précise) par le télescope spatial Hubble. |
| 11/09/2020 | 67,4 ± 0,5                                     | PLANCK 2018                                                              | [ 12 ] | Analyse des observations du fond diffus cosmologique effectuées par le satellite Planck (publication le 11 septembre 2020). |
| 20/12/2012 | 69,32 ± 0,8                                    | WMAP                                                                     | [ 13 ] | Analyse des données issues de WMAP sur le fond diffus cosmologique combinée à d'autres données cosmologiques dans une version simplifiée du modèle ΛCDM.                                                                                                 |
| 01/08/2006 | 76,9+10,7 −8,7                                 | Chandra                                                                  | [ 14 ] | Observation dans le domaine des rayons X. |
| 01/05/2001 | 72 ± 8                                         | Hubble Space Telescope                                                   | [ 15 ] | Analyse dans le domaine optique à l'aide de chandelles standards. |
| 01/10/2024 | 75,4+8,1 −5,5                                  | James Webb                                                               | [ 16 ] | Observation tenue sur une supernova type Ia de l'univers primitif, apparue dans l'amas de galaxies PLCK G165.7+67.0. Pour la première fois, ce type de supernova est utilisé comme chandelle standard dans l'optique de calculer la constante de Hubble. |

## Notions connexes
Le temps de Hubble, noté tH, est l'inverse de la constante de Hubble :
{\displaystyle t_{\mathrm {H} }={\frac {1}{H_{0}}}=H_{0}^{-1}}.
Le rayon de Hubble, noté RH, est le rapport de la vitesse de la lumière dans le vide (c0) par la constante de Hubble :
{\displaystyle R_{\mathrm {H} }={\frac {c_{0}}{H_{0}}}}.
La sphère de Hubble, notée SH, est la sphère de rayon RH, le rayon de Hubble, centrée sur l'observateur. Sa surface (interne) est l'horizon de Hubble.
Son volume, noté VH, est le volume de Hubble :
{\displaystyle V_{\mathrm {H} }={\frac {4}{3}}{\pi }R_{\mathrm {H} }^{3}}.